# Subaru Forester
Subaru Forester — компактний японський кросовер компанії Subaru, який виробляють з 1997 року. Побудований на базі шасі Subaru Impreza. Виробляється на заводі Gunma Yajima Factory в муніципалітеті Ōta, Гумма, Токіо, Японія.
На Детройтському автосалоні 1997 році Subaru відкрила новий клас автомобілів, презентувавши машину з великим кліренсом і повним приводом, яка з вигляду була набагато більше схожа на універсал, ніж на позашляховик. За задумом розробників, представлений ними автомобіль об'єднував найкращі якості як звичайної легкової машини (комфорт, високу динаміку, економічність, керованість), так і позашляховиків (повний привід, міцний і жорсткий кузов, високу посадку водія). Такий симбіоз японці тоді назвали Best of the Both (найкраще від обох).

## Перше покоління (SF; 1997—2002)

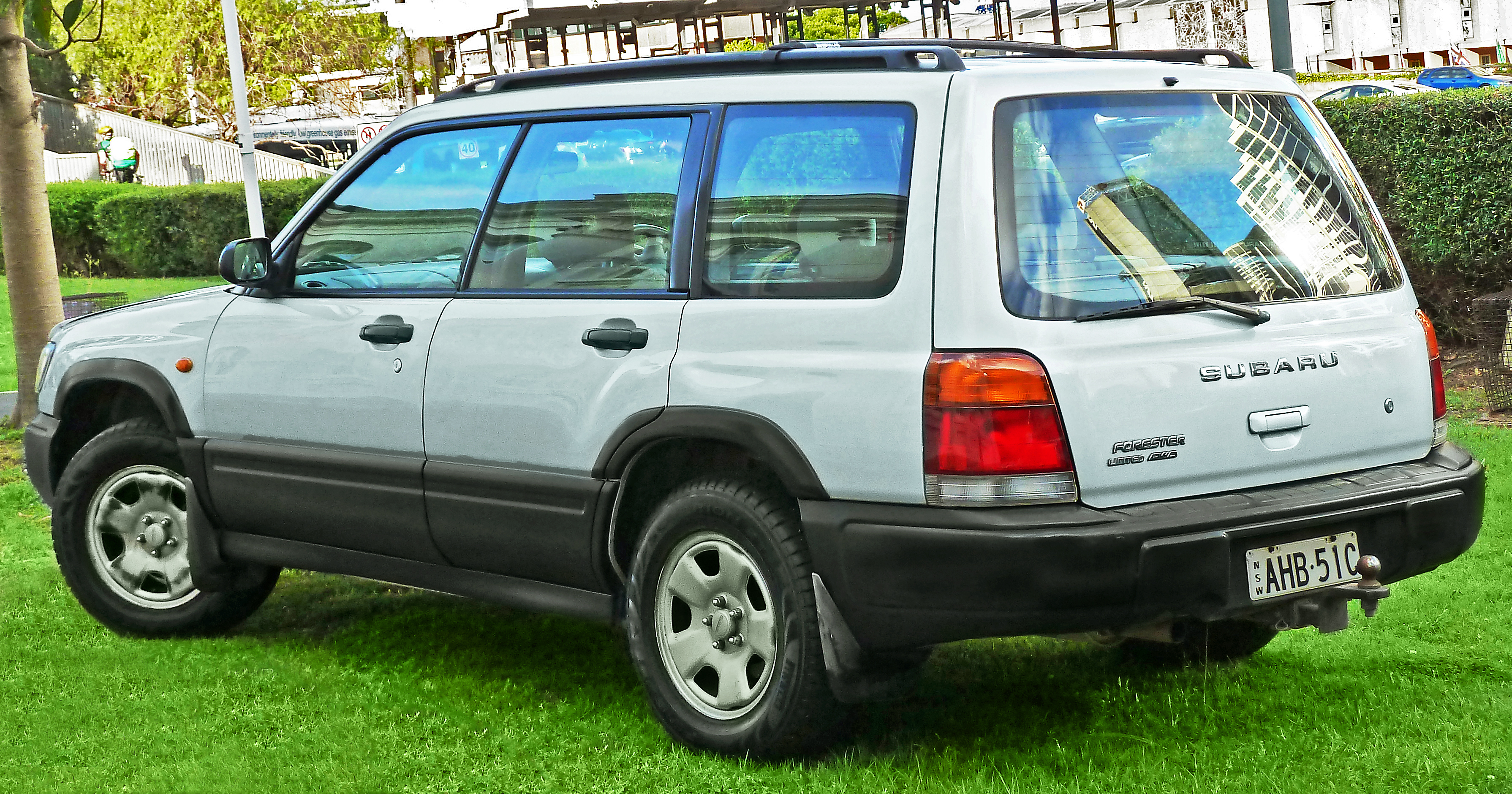
Subaru Forester 1 (1997—2000)

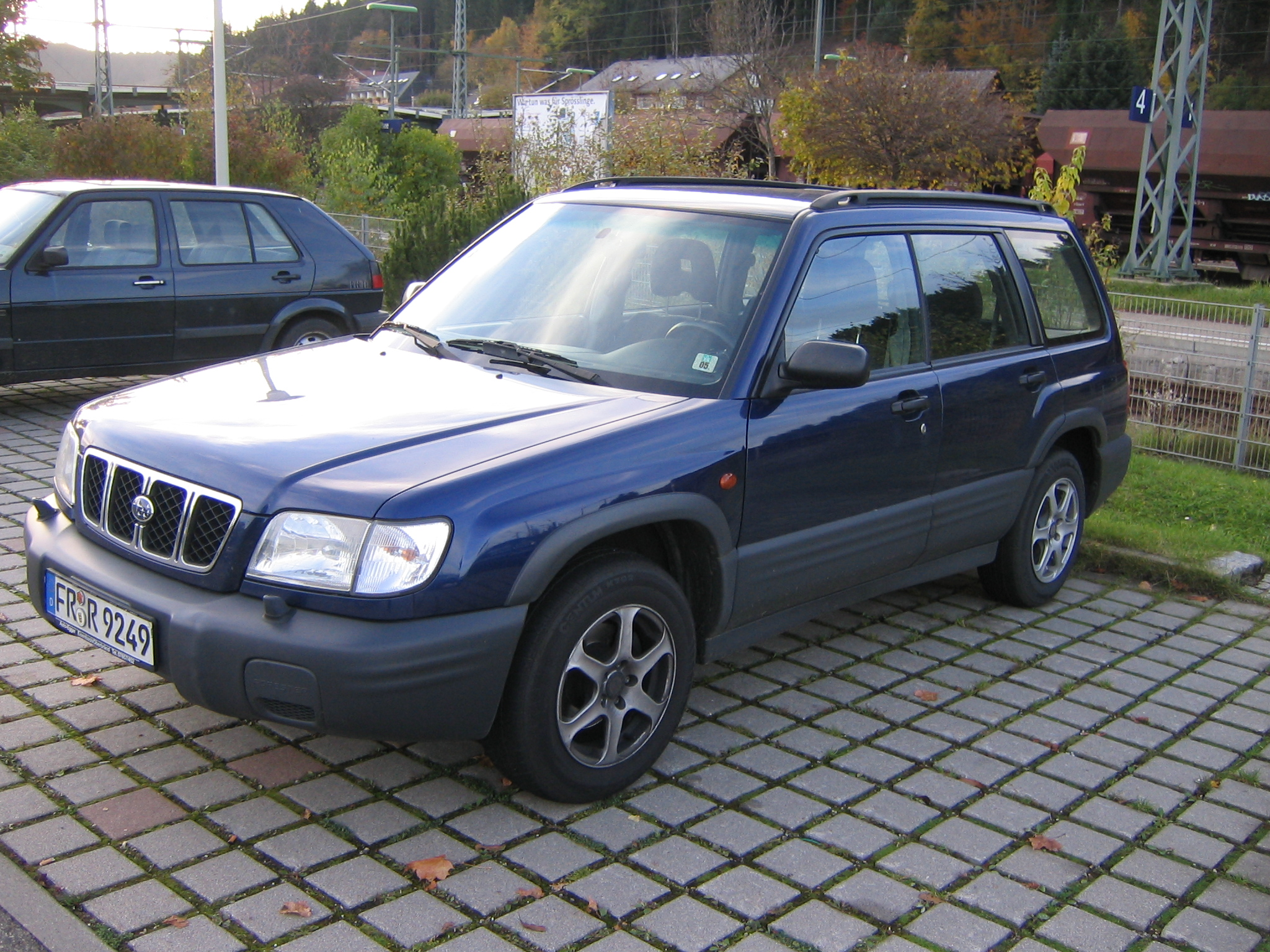
Subaru Forester 1 (2000—2002)

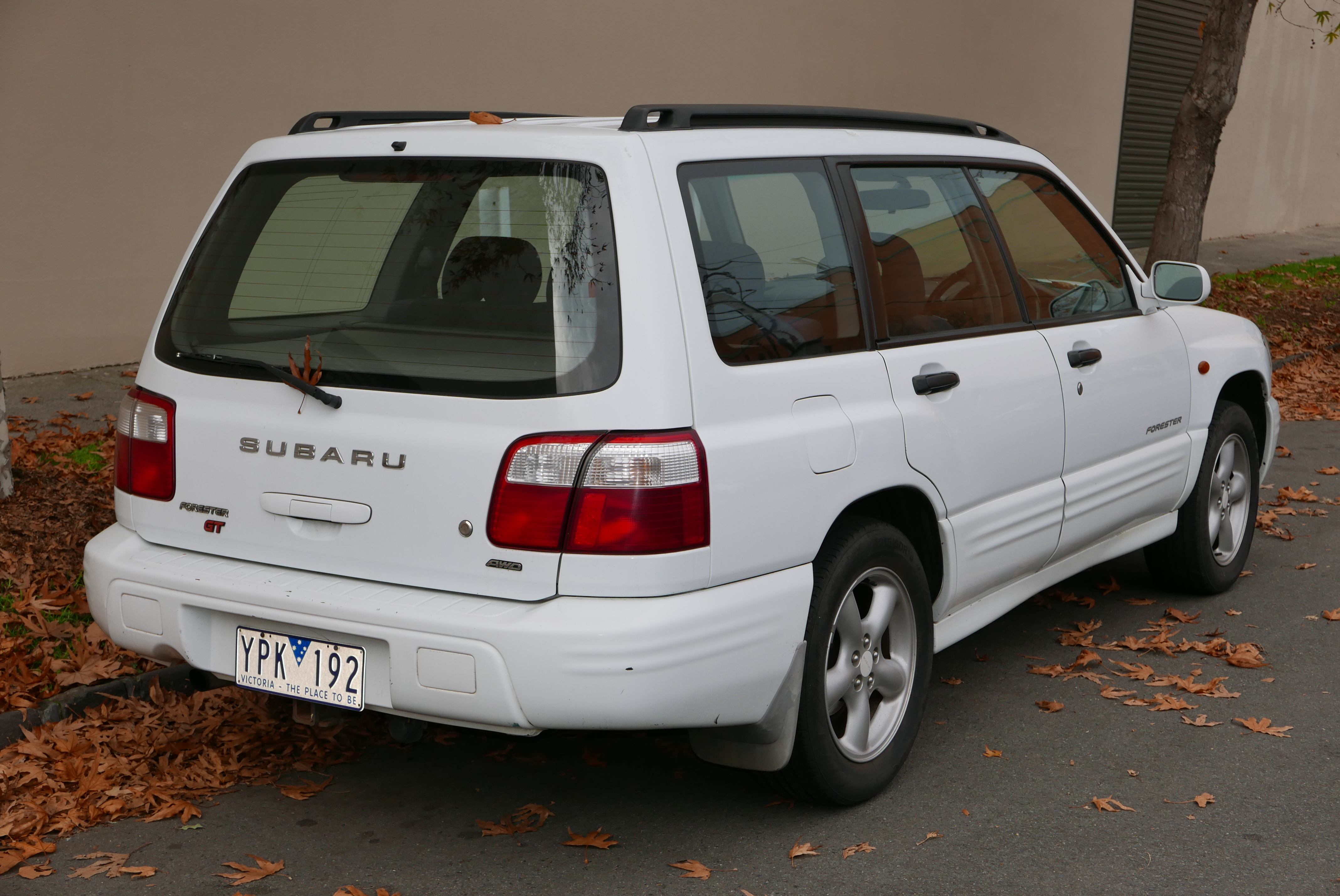
Subaru Forester 1 (2000—2002)

Уперше Subaru Forester представили на Токійському автосалоні в листопаді 1995 року як концепт Sutoriga. У продажу автомобіль з'явився в 1997 році в Японії, а в 1998-му — і на американському ринку. Автомобіль був побудований на платформі Impreza з опозитним 4-циліндровим двигуном об'ємом 2,5 літра від Outback потужністю 165 к. с. (123 кВт) при 5600 об/хв і 220 Н·м тяги при 4000 об/хв. У Японії Forester прийшов на заміну модифікації Subaru Impreza Gravel Express, відомої в Америці як Subaru Outback Sport. Розміри й вартість автомобіля займали нішу між Impreza та Legacy.
Як і інші автомобілі Subaru, що продавалися в Сполучених Штатах і на інших ринках з початку 1990-х років, Forester мав повний привід. Реклама Subaru йшла під слоганом SUV tough, Car Easy і орієнтувалася на ринок позашляховиків. Forester у своїй основі мав особливості, властиві позашляховику, як-от великий просторий багажник, високу посадку водія, збільшений кліренс, хоча й не мав рамної конструкції. По суті, Forester був кросовером ще до появи цього терміна. Кросовером Subaru стала називати Forester, починаючи лише з 3-го покоління.
Forester також продавався в Індії під маркою Chevrolet разом з іншими автомобілями цієї марки. Проте відтоді як General Motors більше не має частки в батьківській компанії Subaru, компанії Fuji Heavy Industries, продажі Forester під маркою Chevrolet в Індії були припинені. Forester виготовляється на заводі Gunma Yajima в Японії.
Автоматична трансмісія у звичайному режимі передає 90 % крутного моменту на передні колеса і 10 % на задні, використовуючи кероване комп'ютером багатодискове зчеплення. Якщо передні колеса втрачають зчеплення з дорогою, трансмісія автоматично перерозподіляє крутний момент на задні колеса до межі в 50 % на 50 % до появи зчеплення. Перерозподіл відбувається автоматично без повідомлення водія і пасажирів. Під час прискорення або підйому збільшується навантаження на задню вісь, зменшуючи зчеплення передніх коліс з дорогою; для компенсації зчеплення з дорогою трансмісія збільшує крутний момент на задній осі. Під час гальмування або руху з гори збільшується навантаження на передню вісь; для компенсації зчеплення з дорогою і кращої керованості трансмісія збільшує крутний момент на передній осі. При русі на першій передачі або заднім ходом трансмісія розподіляє крутний момент 50 % на 50 %.
Характеристики й комплектації автомобілів, випущених для внутрішнього японського ринку, значно відрізняються від показників Subaru Forester, вироблених для експортних ринків.

### Двигуни
- B4 2.0 DOHC, 122 к. с.
- B4 2.0 DOHC, 125 к. с.
- B4 2.0 DOHC, Turbo 170 к. с.
- B4 2.5 DOHC, 165 к. с.
- B4 2.5 SOHC Turbo, 250 к. с.

## Друге покоління (SG; 2002—2008)

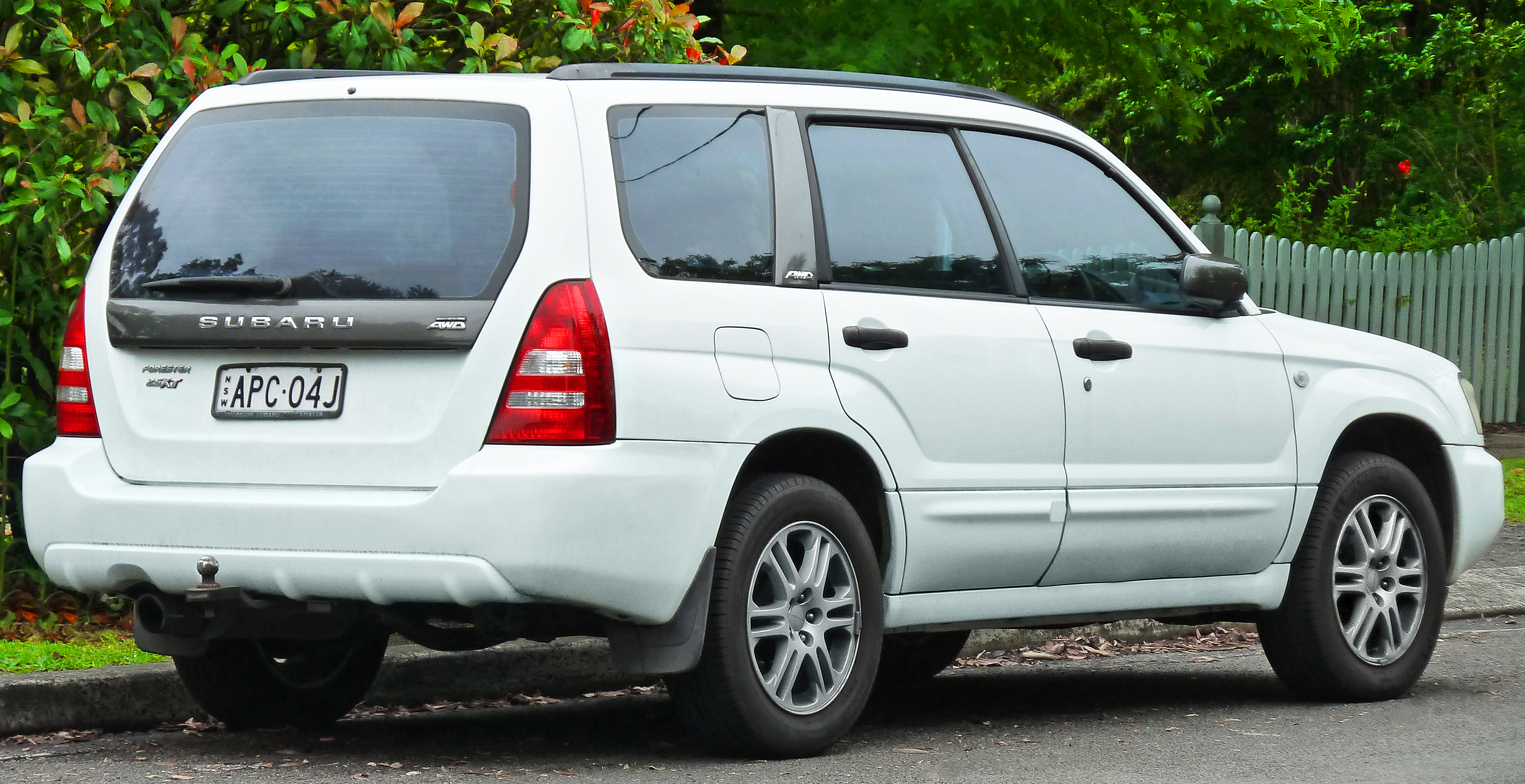
Subaru Forester 2 (2002—2005)

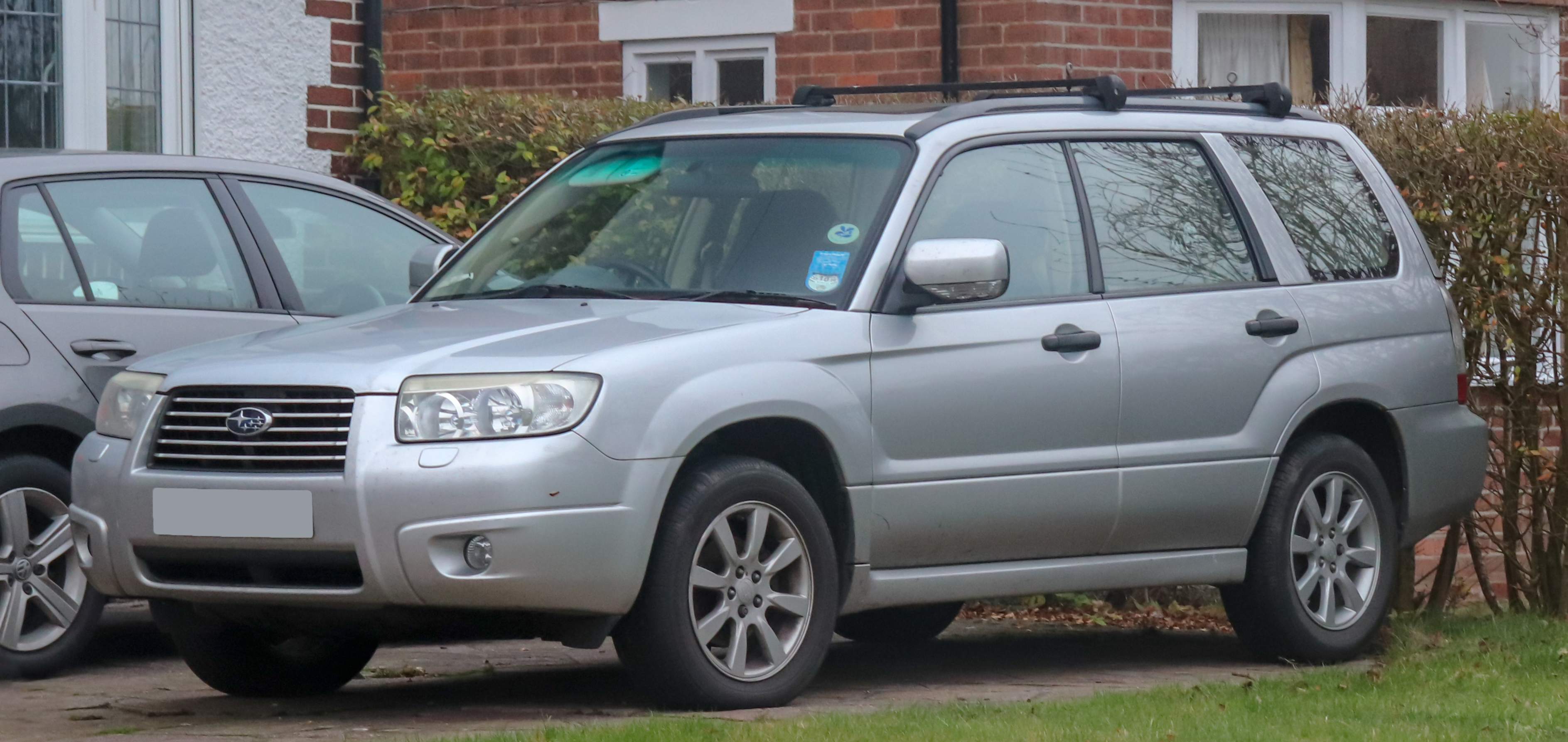
Subaru Forester 2 (2005—2008)

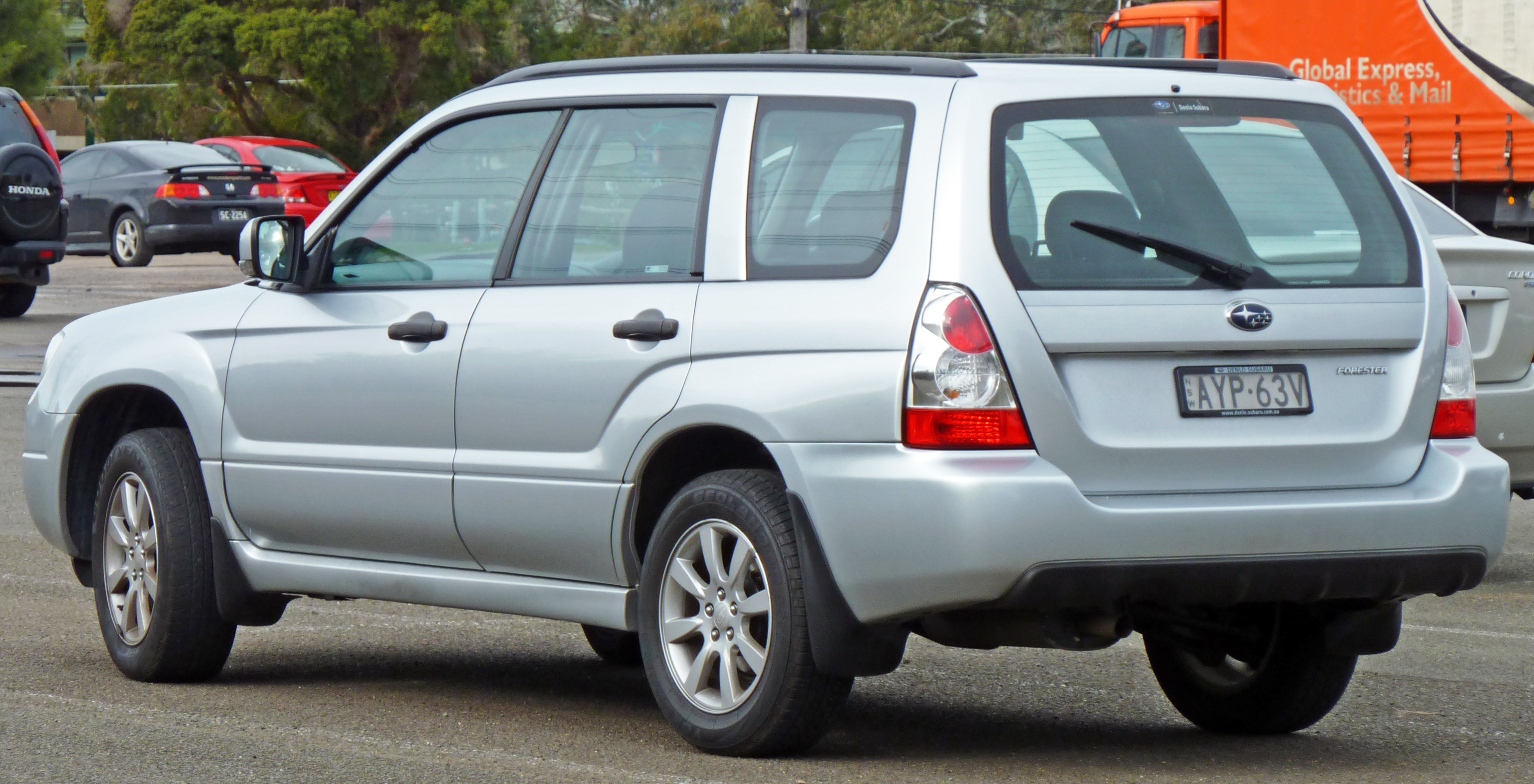
Subaru Forester 2 (2005—2008)

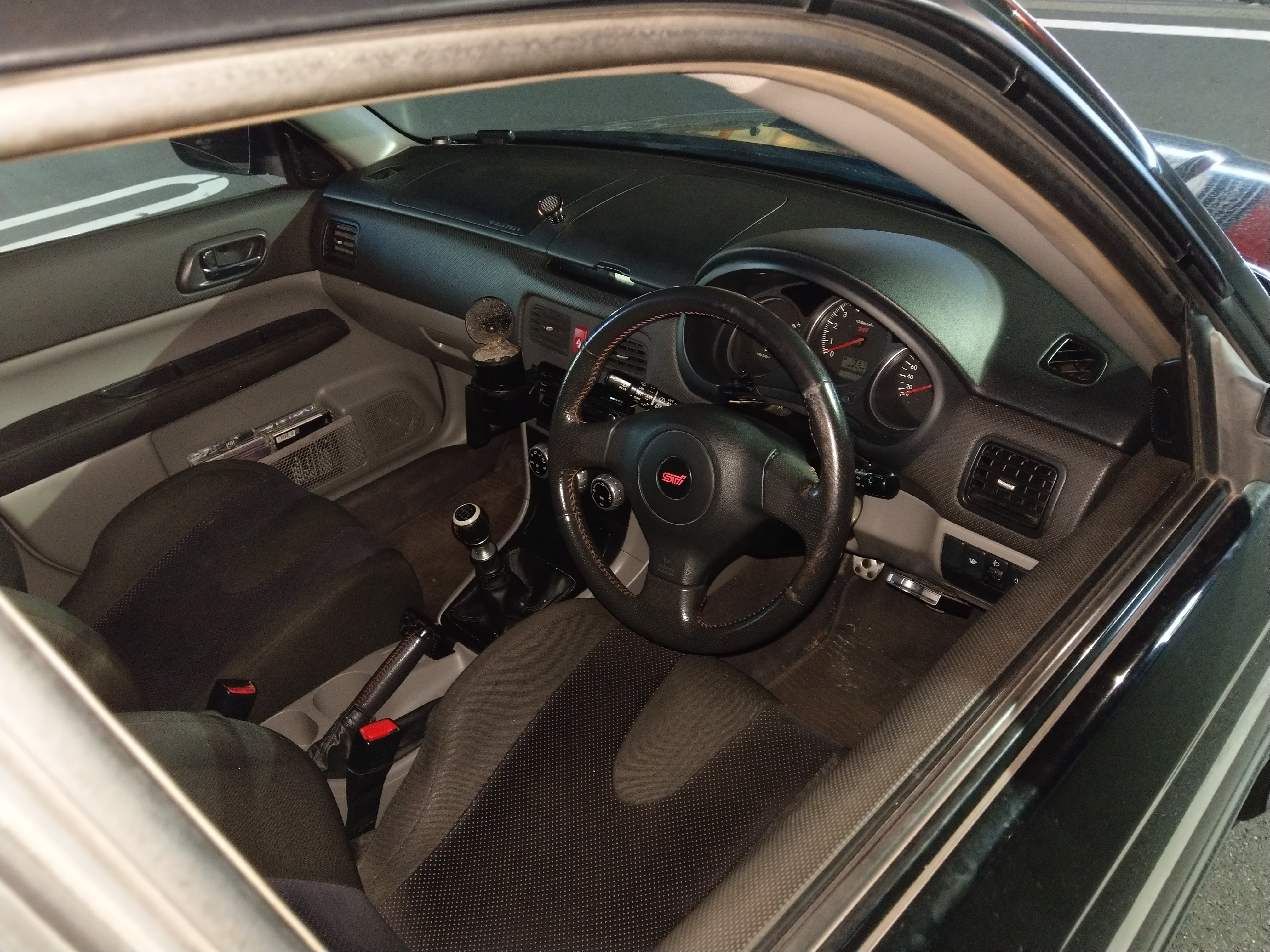

На внутрішньому японському ринку Subaru Forester 2-го покоління (кузов SG5) продавався з 2,0-літровими 4-циліндровими опозитними двигунами — атмосферними й наддувними. Також невеликими серіями виготовлявся Forester STI version (автомобіль в кузові SG9, розроблений тюнинг-ательє Subaru Technica International) з 2,5-літровим наддувним двигуном EJ255 із системою автоматичної зміни фаз газорозподілу I-Active valves. Єдина доступна для кросовера Subaru Forester STI version коробка передач — 6-ступенева механічна. Центральний диференціал самоблокуючий, на обох осях присутні вентильовані дискові гальма. Багато елементів салону виготовлені компанією Recaro.

### Двигуни
- B4 2.0, 137 к. с.
- B4 2.0 Turbo, 177 к. с.
- B4 2.5, 173 к. с.
- B4 2.5 Turbo, 224 к. с.
- B4 2.5 Turbo, 265 к. с.

## Третє покоління (SH; 2008—2012)

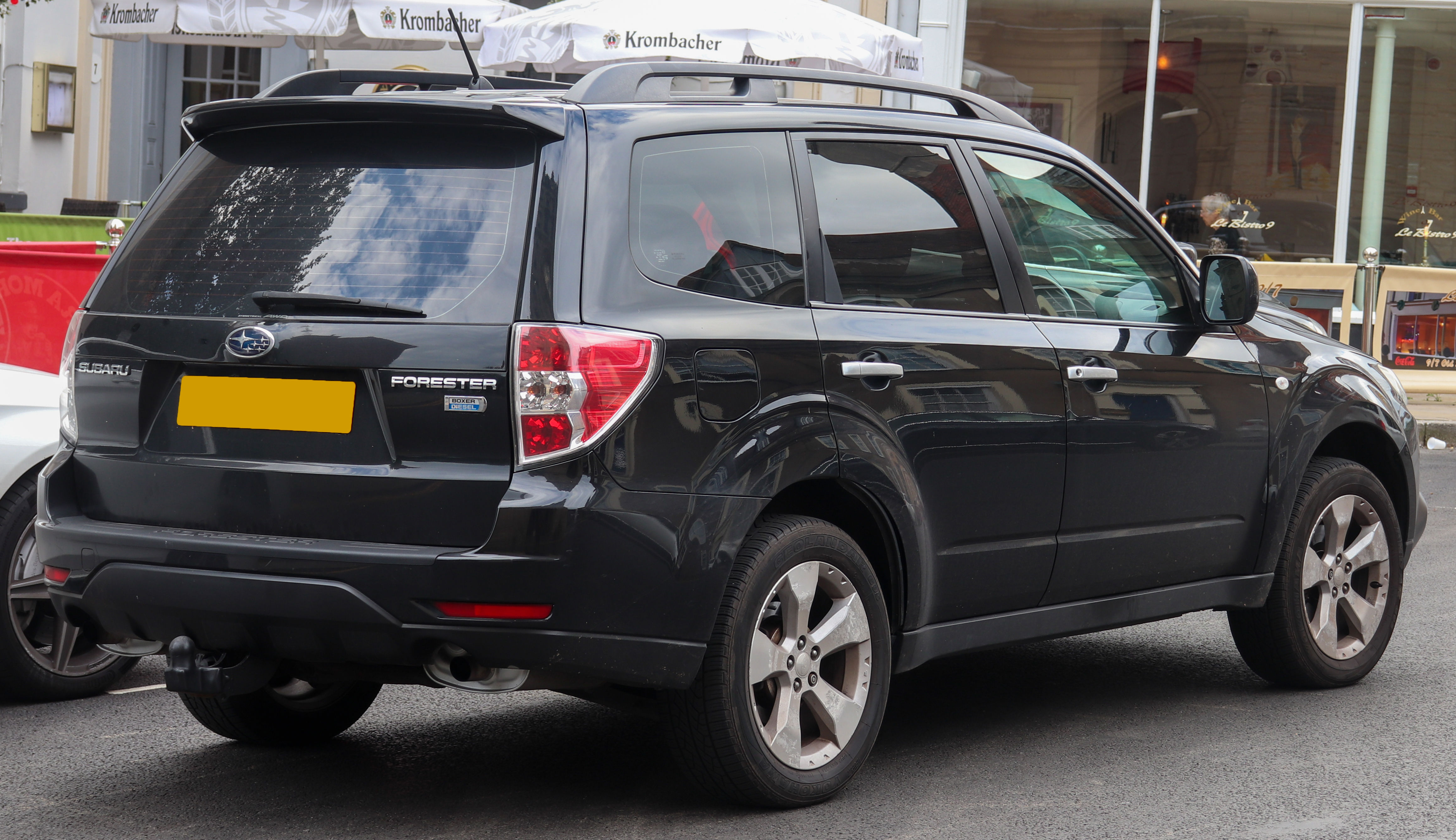
Subaru Forester 3 (2008—2010)

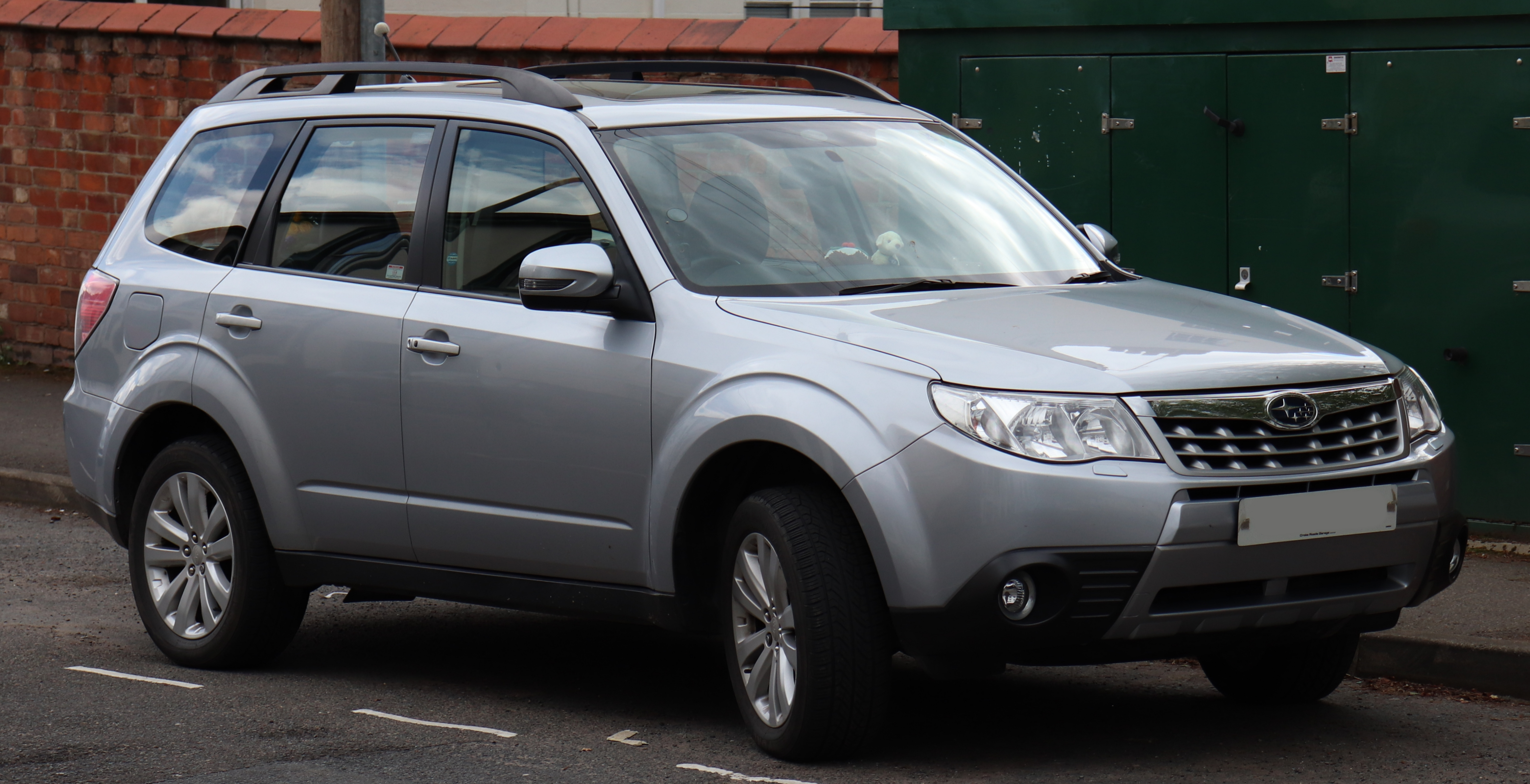
Subaru Forester 3 (2010—2012)

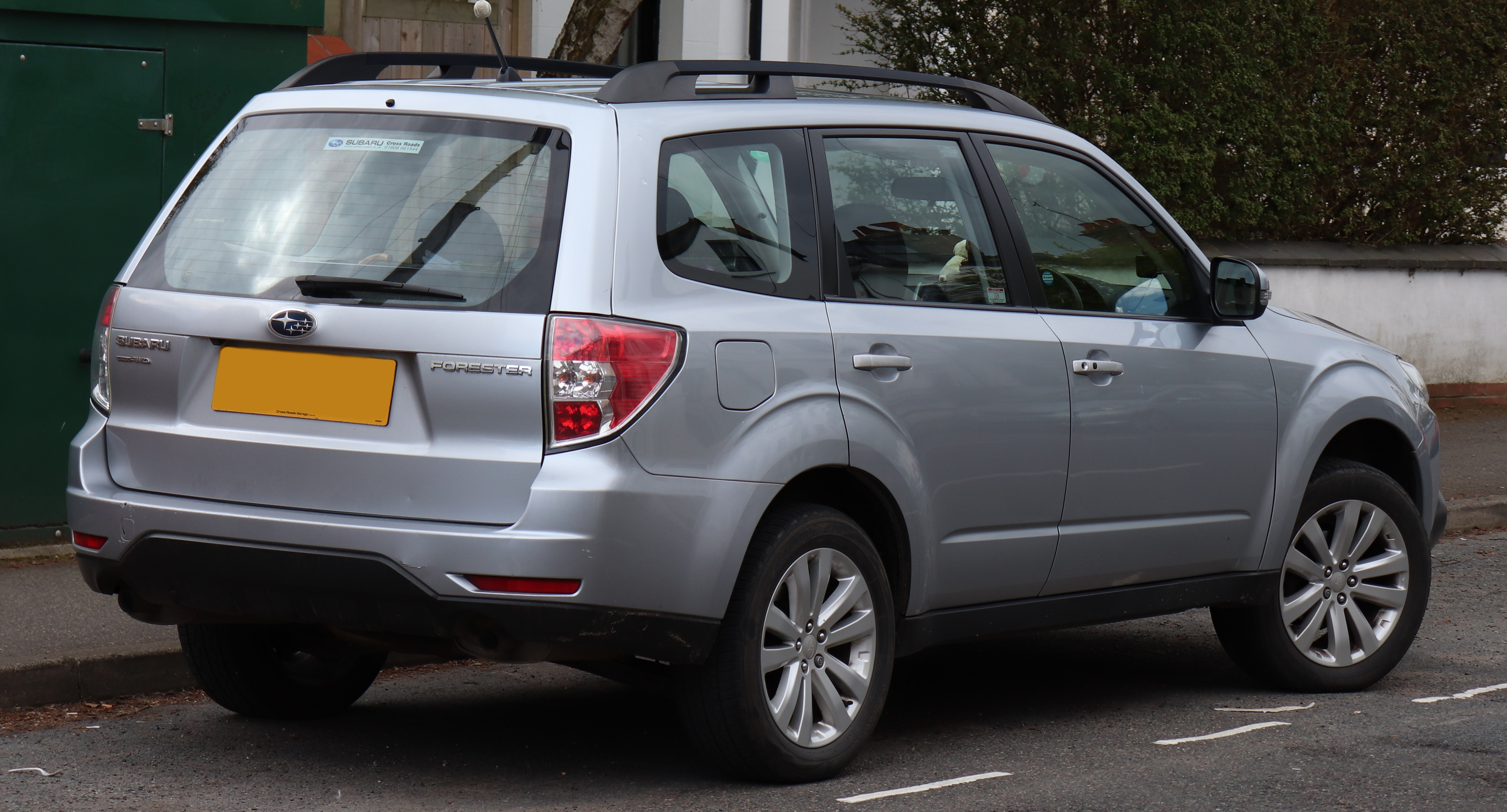
Subaru Forester 3 (2010—2012)

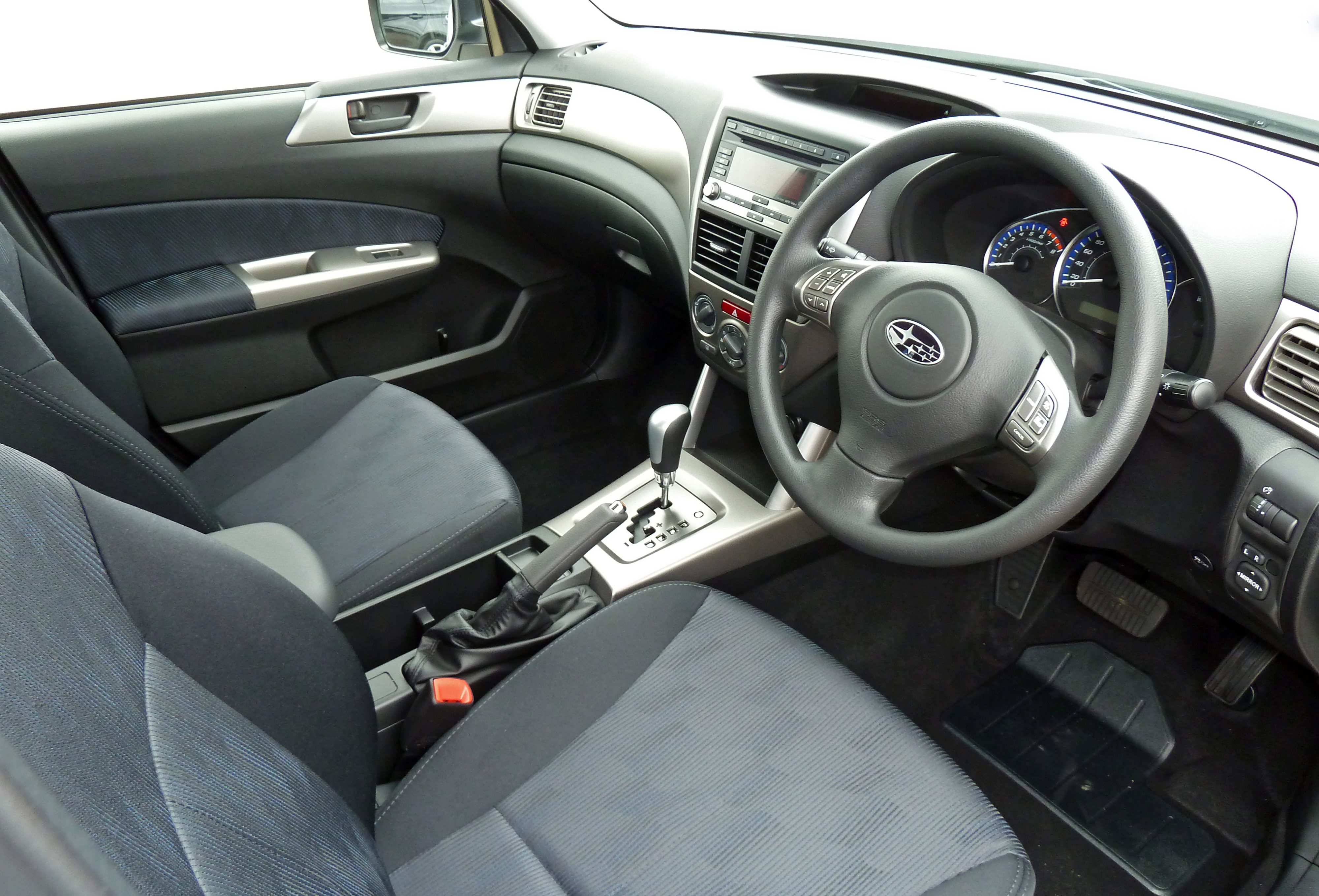
Салон Subaru Forester III

25 грудня 2007 року в Японії компанія Subaru представила модель Forester 3-го покоління. Північноамериканська версія дебютувала в 2008 році на Північноамериканському міжнародному автосалоні в Детройті.
3-тє покоління Forester розроблене головним конструктором Мамору Іші. Колісна база Forester збільшилася на 89 мм, довжина — на 76 мм, ширина — на 46 мм, висота — на 110 мм. Примітно, що на Forester 3-го покоління відсутні безкаркасні бічні стекла, які використовувалися на Subaru з початку 1970-х років.
Кліренс Forester становить 230 мм.
Forester доступний в Європі з 2,0-літровим бензиновим двигуном EJ20 з системою активного керування клапанами (AVCS) з 5-ступеневою механічною або 4-ступеневою автоматичною коробкою передач.
На Паризькому автошоу в жовтні 2008 року дебютував Forester із новим опозитним 2,0-літровим турбодизельним двигуном Subaru EE потужністю 147 к. с., який агрегатується із 6-ступеневою механічною коробкою передач. Крім Forester, цим двигуном комплектуються європейські версії Subaru Impreza і Subaru Legacy.

### Двигуни
Бензинові:
- B4 2.0, 150 к. с.
- B4 2.0 Turbo
- B4 2.5, 170 к. с.
- B4 2.5 Turbo, 224 к. с.

Дизельний:
- B4 2.0D, 147 к. с.

## Четверте покоління (SJ; 2012—2018)

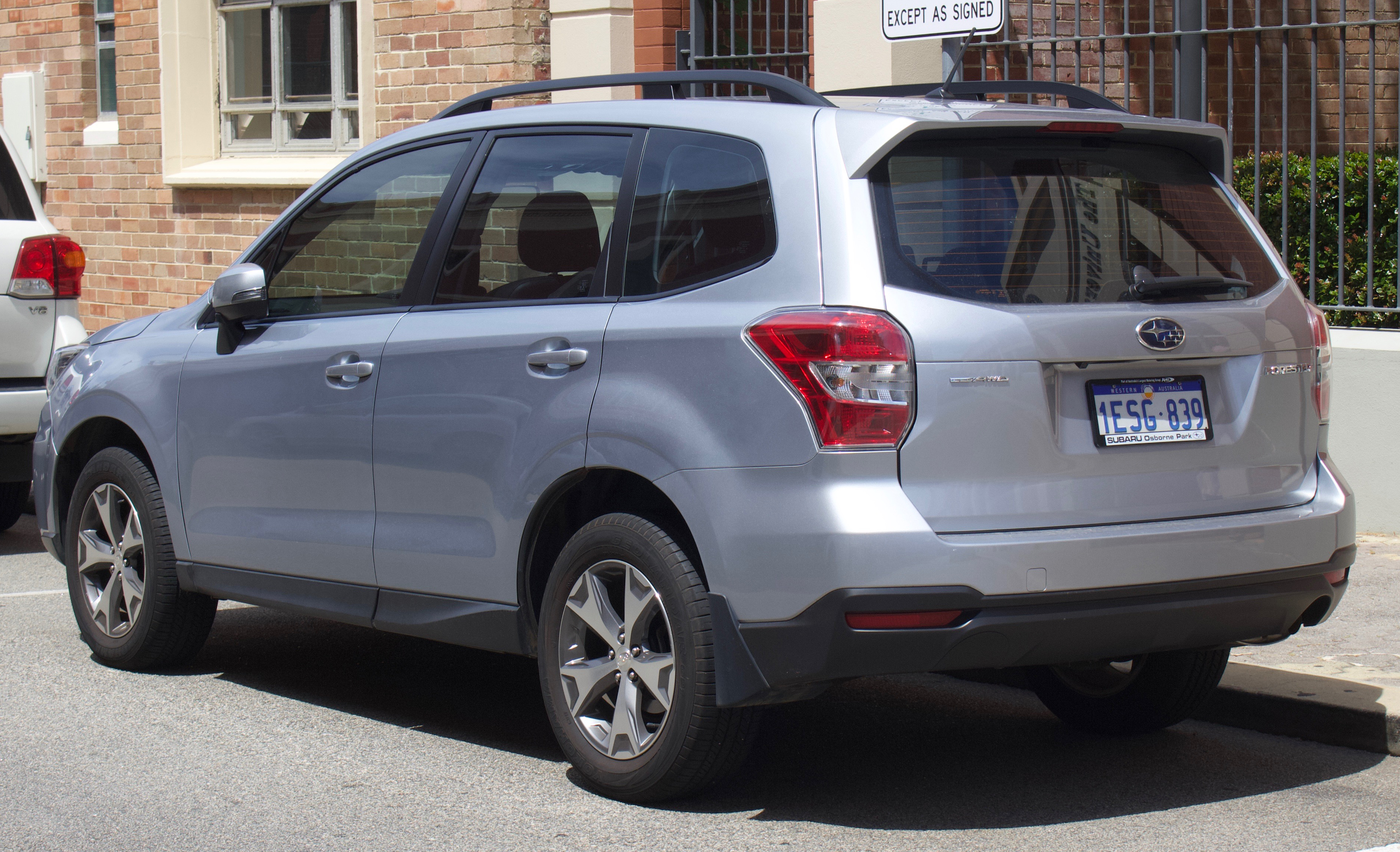
Subaru Forester 4 (2012—2017)

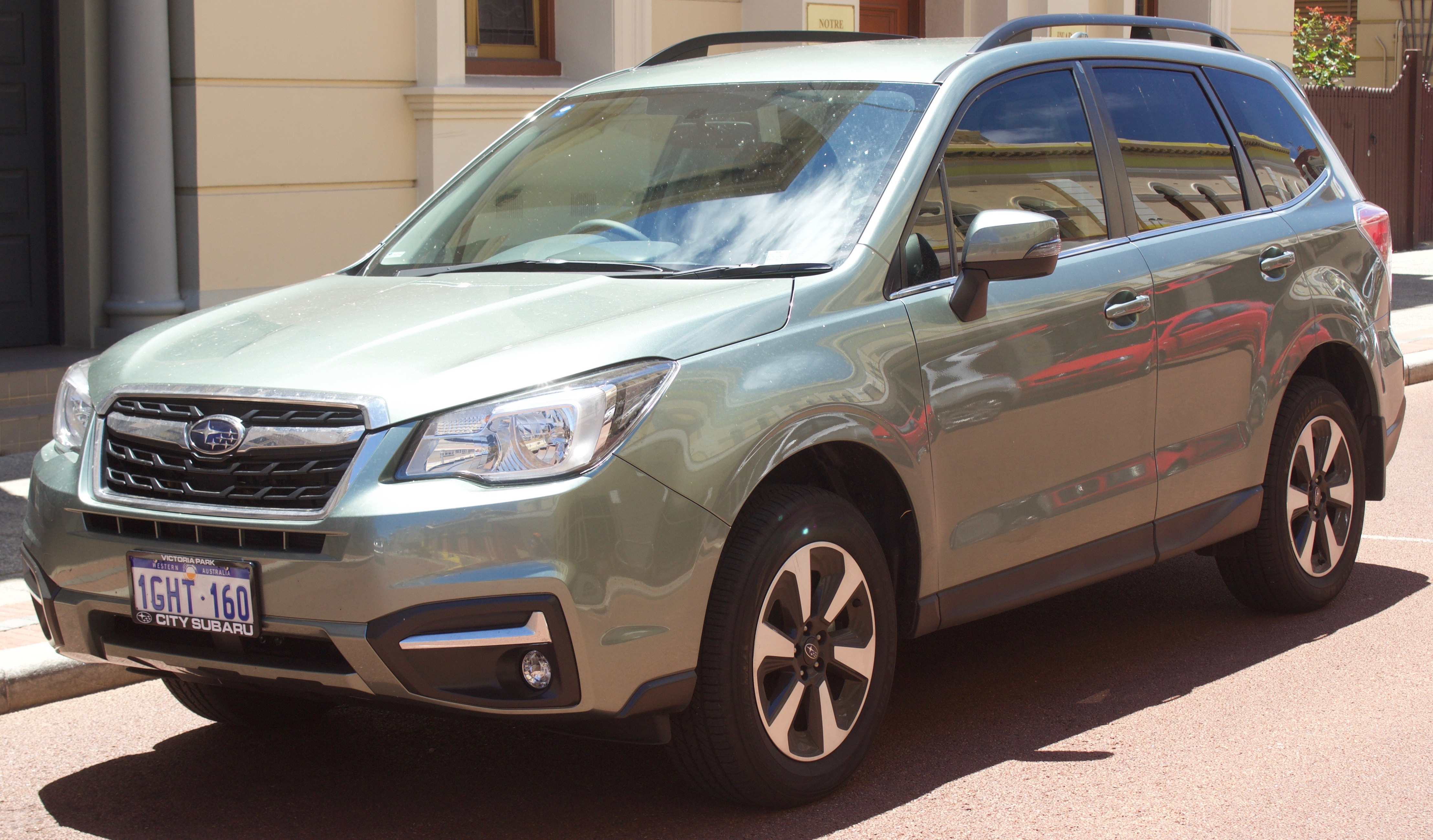
Subaru Forester 4 (2017—2018)

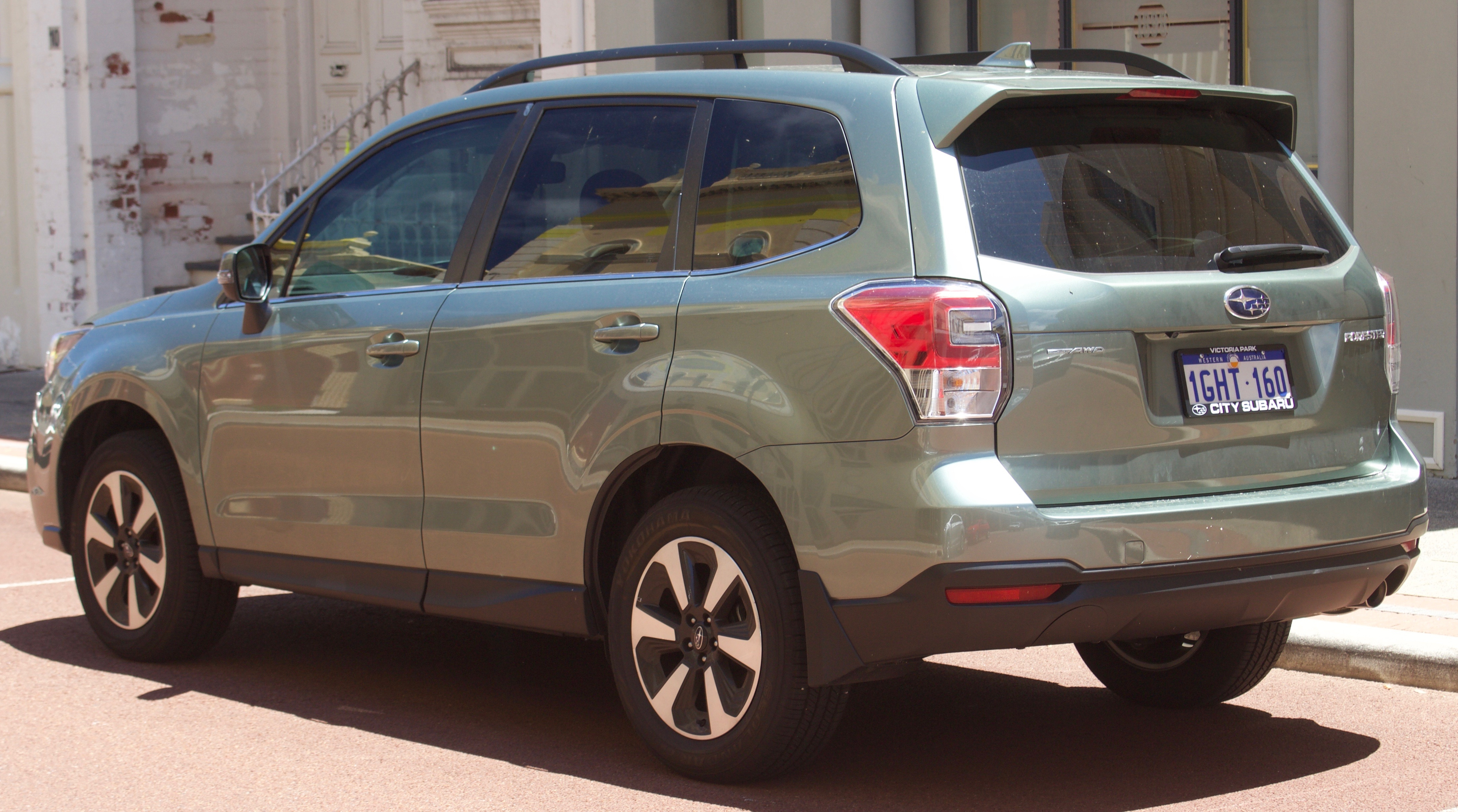
Subaru Forester 4 (2017—2018)

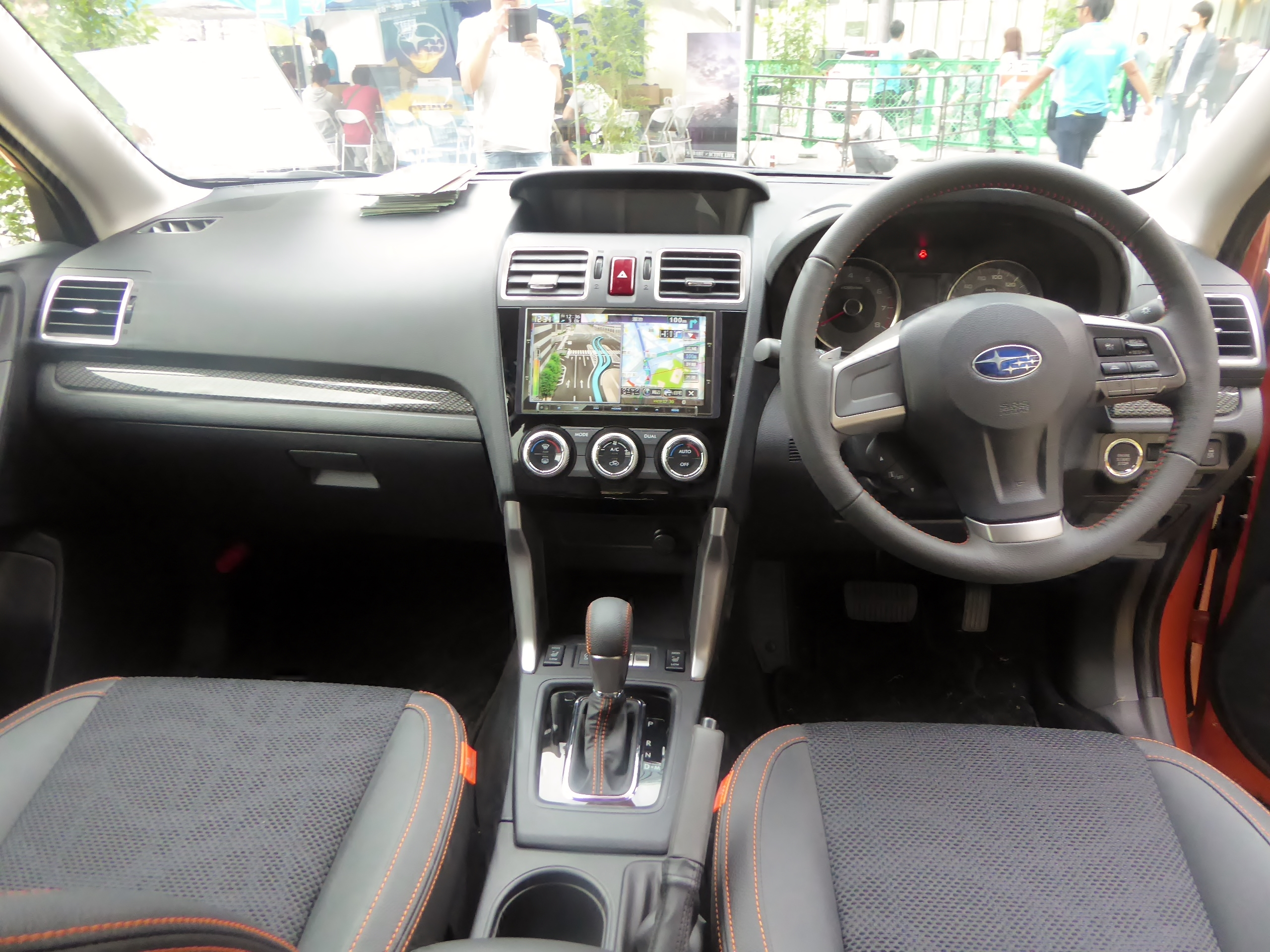
Subaru Forester 4

Четверте покоління Subaru Forester запущене в Японії 13 листопада 2012 року і доступне лише з 2,0-літровим двигуном в атмосферній і турбованій версіях. Атмосферна версія, FB20, буде або 6-ступенева механічна, або з Lineartronic CVT, а версія з турбонаддувом, відома як FA20 DIT, від Subaru Legacy, працюватиме виключно з Lineartronic CVT.
Новий Forester обладнаний новою AWD-системою управління X-MODE, яка була розроблена для їзди по нерівній або слизькій дорозі.
Оновлений Subaru Forester до 2016 модельного року був офіційно представлений на Токійському автосалоні в жовтні 2015 року.
У 2016 році стандартна комплектація Subaru Forester 2.5i включала новий 6,2-дюймовий сенсорний екран Starlink з аудіосистемою і супутниковим радіо. Модифікації Premium, Limited і Touring оснащені 7-дюймовим сенсорним екраном і пакетами безпеки Safety and Security. Також ці кросовери обладнані протитуманними фарами, які можна регулювати за допомогою рульового колеса. У 2016 році Forester пропонує на вибір два опозитні 4-циліндрові двигуни. Більшість моделей оснащено 2,5-літровим двигуном без турбонаддуву, потужністю 170 к. с., який може бути підтриманий 6-ступеневою механічною коробкою передач або автоматичним варіатором Lineartronic. Forester 2.0XT характеризується більшою потужністю завдяки 2,0-літровому двигуну з турбонаддувом, хоча менший, 4-циліндровий двигун із турбонаддувом має потужність 250 к. с. Коробка передач для двигуна з турбонаддувом характеризується високим крутним моментом з варіатором Lineartronic і мультирежимом SI-Drive, який може імітувати 6 або 8 віртуальних передач.

### Двигуни
Бензинові:
- B4 2.0i, 148 к. с.
- B4 2.0 Turbo, 253 к. с.
- B4 2.0 Turbo, 280 к. с.
- B4 2.5i, 172 к. с., 236 Н·м

Дизельний:
- B4 2.0D, 147 к. с.

## П'яте покоління (SK; 2018—2024)

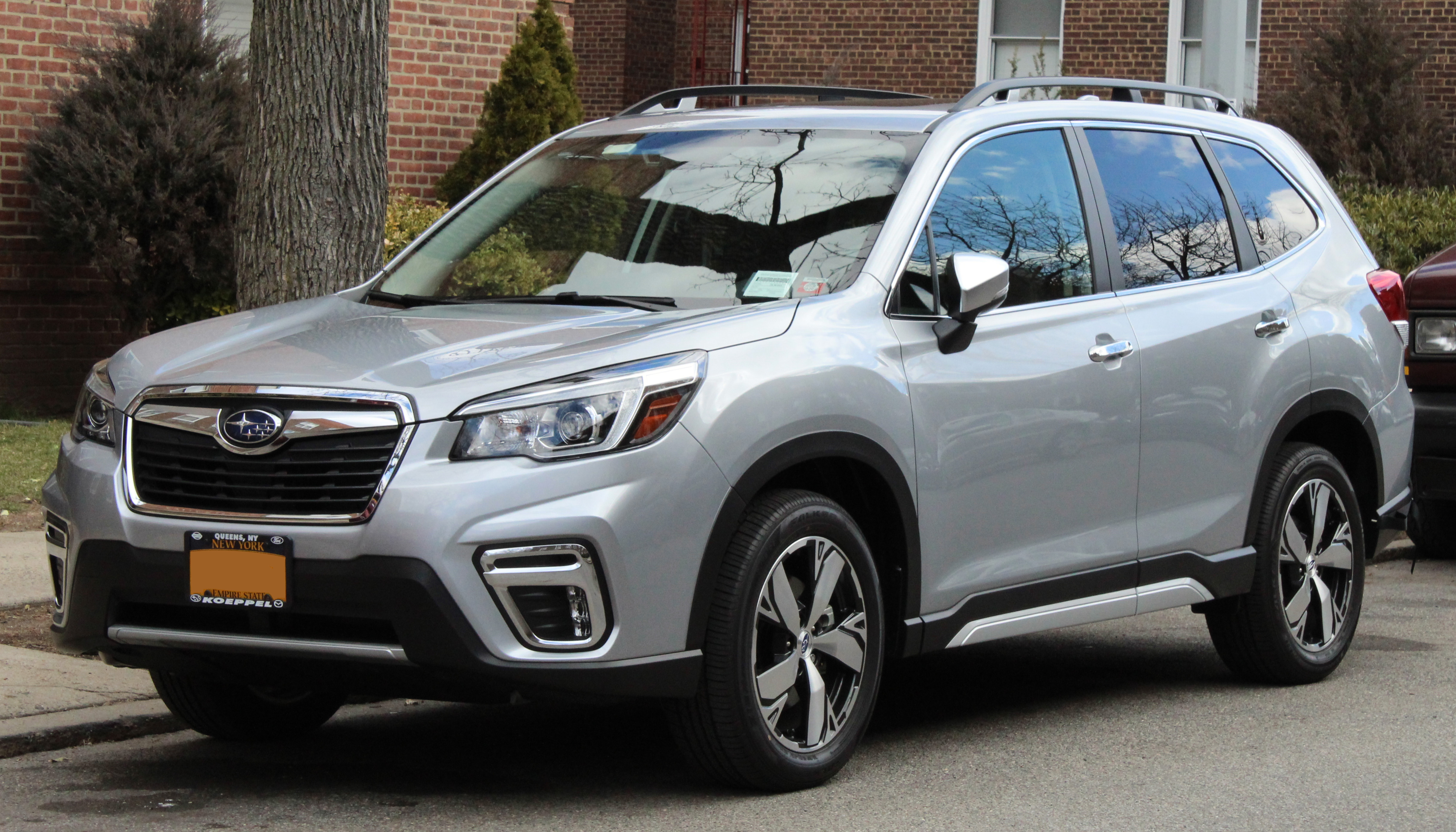
Subaru Forester 5 (2018—2021)

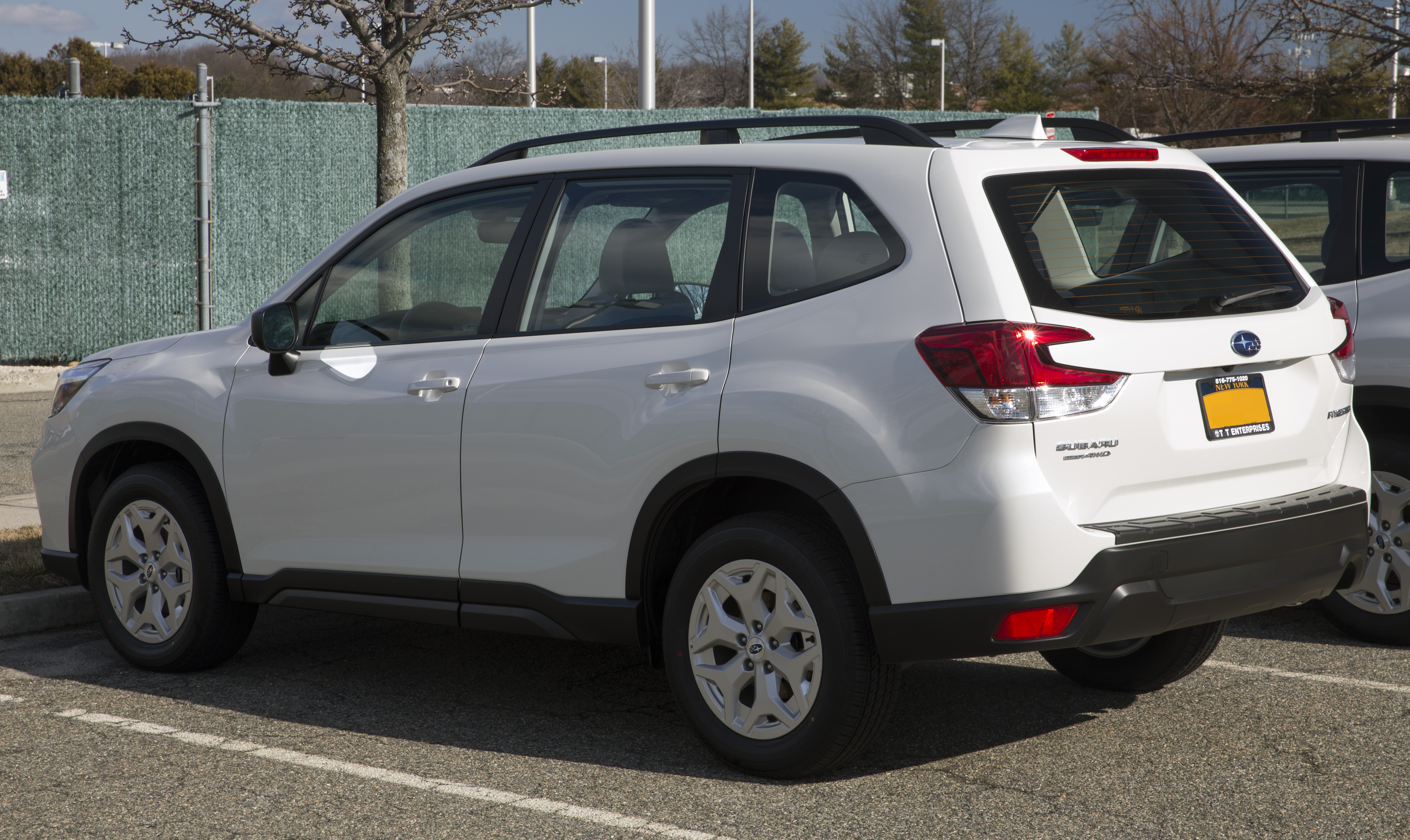
Subaru Forester 5

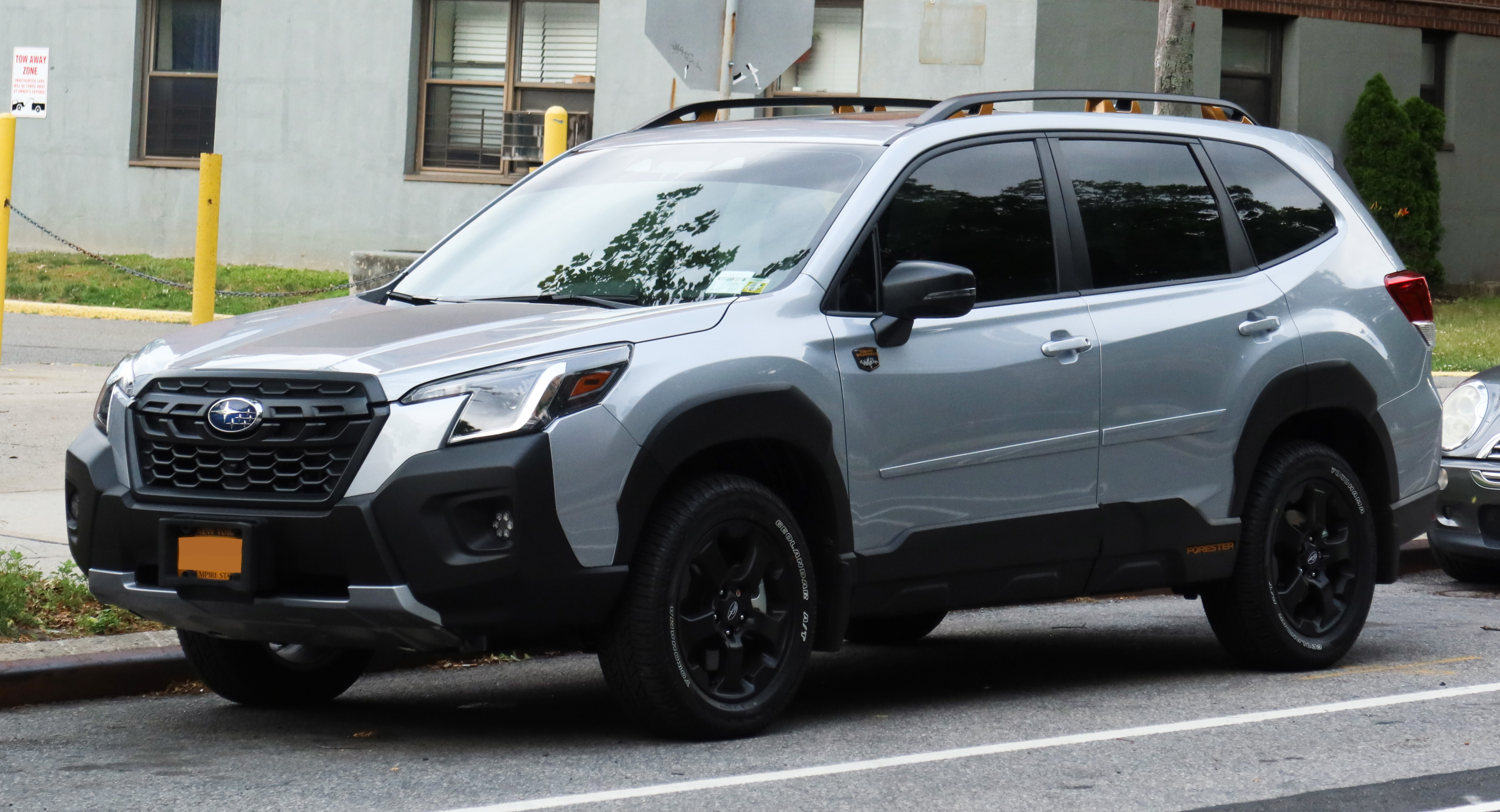
Subaru Forester 5 (2021—2024)

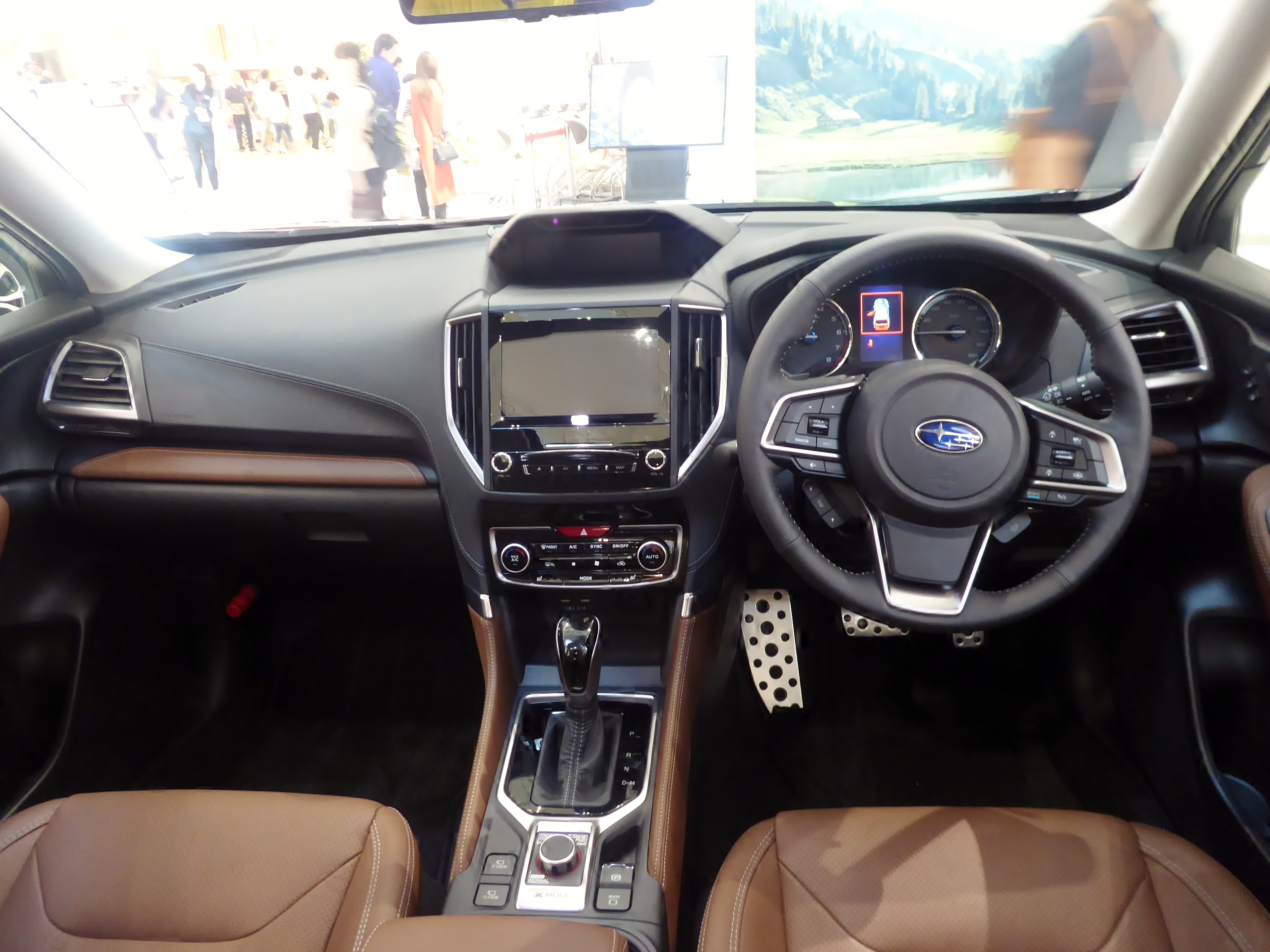
Салон

У квітні 2018 року на Нью-Йоркському автосалоні відбувся публічний дебют кросовера Subaru Forester 5-го покоління. Модель отримала змінену зовнішність і новий 2,5-літровий «опозитник». Уперше в історії марки машина оснащена системою розпізнавання втоми водія.
Сталевий кузов повністю новий. Його жорсткість на кручення збільшена на 40 %, а на вигин — вдвічі. Силова структура днища розрахована на більш ефективний перерозподіл енергії в разі лобового удару.
Новий Forester побудований на модульній платформі Subaru Global Platform (SGP) з нижчим центром ваги і високою жорсткістю конструкції. Вона ж лежить в основі Impreza і XV поточного покоління. Шасі концептуально не змінилося: спереду — McPherson, ззаду — «дворичажка» з тягою сходження, за наявністю якої ми класифікуємо кінематичну схему як мультиважільну. Задній стабілізатор тепер спирається на кузов, а не на підрамник. Передавальне відношення приводу керма, оснащеного електропідсилювачем, знижено. Усі Forester — повнопривідні. Повний привод симетричний із системою активного управління вектором тяги і позашляховим режимом X-Mode. Крім цього, доступні кілька профілів роботи керуючої електроніки, перемикатися між якими можна за допомогою системи SI-Drive. Привід на задню вісь підключається багатодисковою муфтою, причому, як запевняють представники Subaru, передача крутного моменту триває й на найвищих швидкостях.
Під капотом Forester встановлений 2,5-літровий опозитний двигун із безпосереднім уприскуванням, на 90 % складається з нових вузлів і агрегатів. Віддача агрегата становить 185 к. с. і 239 Н·м крутного моменту. Поєднується мотор тільки з варіатором Lineartronic. До 100 км/год автомобіль розганяється за 9,5 с. Витрата пального: 9,3 л/100 км у міському, 6,3 л/100 км у позаміському і 7,4 л/100 км у змішаному циклах. Привід у Subaru Forester повний.
Позашляховик Subaru Forester отримав кліренс 22 см. Такий дорожній просвіт дає авто змогу легко долати бездоріжжя.
У салоні Forester змінилася центральна консоль, панель приладів, блок управління кліматичною установкою в кермо. Сидіння отримали новий профіль і матеріали оббивки. Завдяки зміненим передніх стійок покращилася оглядовість.
За словами конструкторів, проріз багажника найширший в класі і дає змогу вантажити габаритні вантажі. Такого рішення вдалося досягти завдяки застосуванню високоміцних сталей у конструкції даху й задньої стійки. За замовчуванням багажний відсік розрахований на 505 л поклажі, але зі складеним другим рядом отримуємо 1775 л.
У список оснащення кросовера увійшли мультимедійна система з 8-дюймовим дисплеєм, підтримкою Apple CarPlay і Android Auto, точка доступу Wi-Fi, система віддаленого запуску двигуна, електропривод дверей багажника, сім подушок безпеки, система автоматичного гальмування при русі заднім ходом, адаптивні фари, функція автоматичного управління дальнім світлом і фірмовий комплекс систем безпеки EyeSight.
До 2022 модельного року Subaru Forester отримав оновлений зовнішній вигляд та нову комплектацію Wilderness, яка орієнтована на бездоріжжя. Ця версія має 23 см дорожнього просвіту, комплект спеціальних шин та режими для руху бездоріжжям. Forester Wilderness відрізняється спеціально налаштованою коробкою передач CVT та водостійким матеріалом салону.

### Двигуни
Бензинові:
- 1.8i CB18 Turbo H4
- 2.0i FB20 Н4, 150 к. с., 196 Н·м
- 2.5i FB25 Н4, 185 к. с., 239 Н·м

Hybrid:
- 2.0i FB20DB4 Н4 + електродвигун 145 + 17 к. с. 188 + 65 Н·м (e-Boxer Hybrid)

## Шосте покоління (SL; з 2024)

Subaru Forester 6 (з 2024)

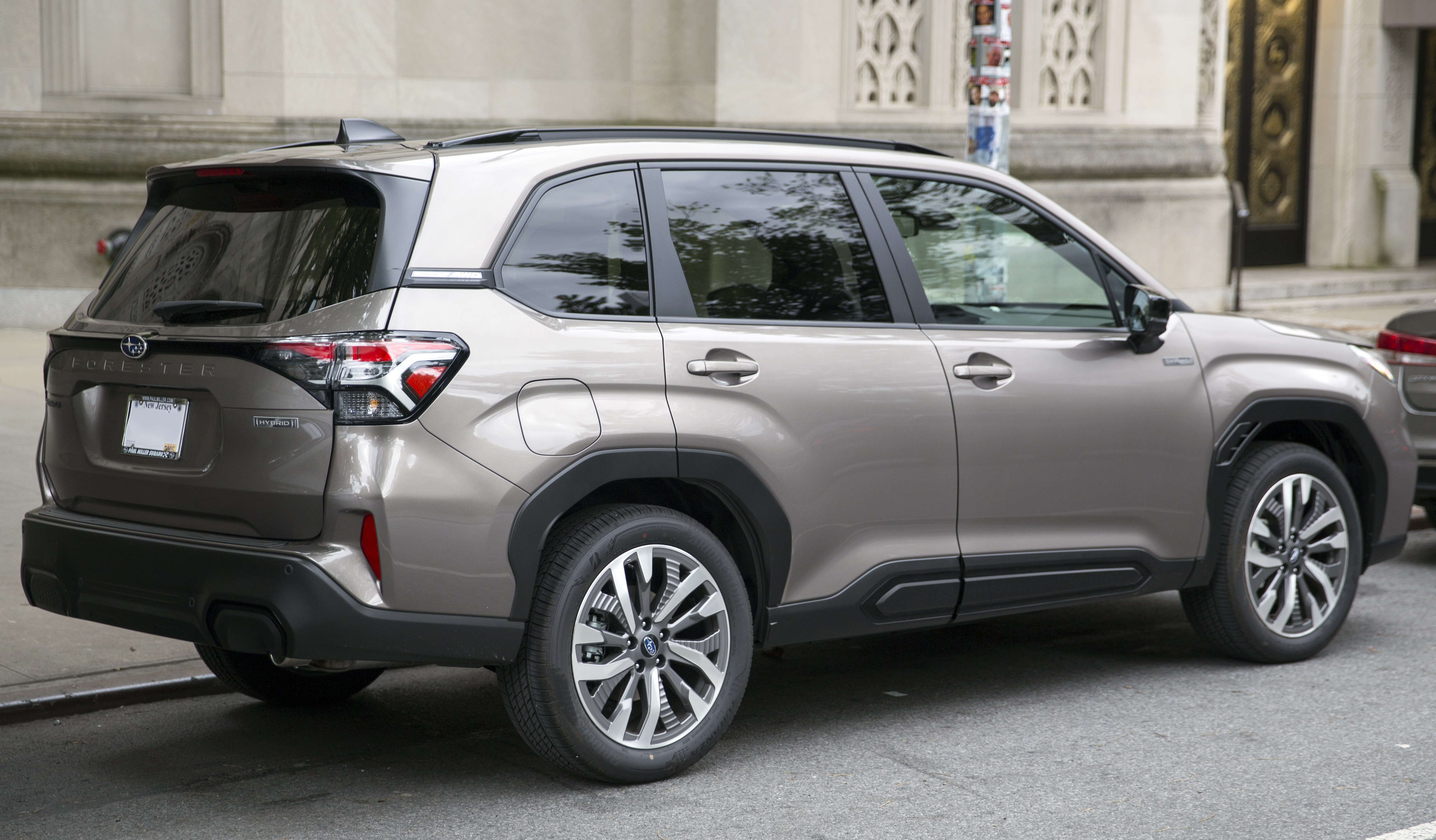
Subaru Forester Hybrid (з 2024)

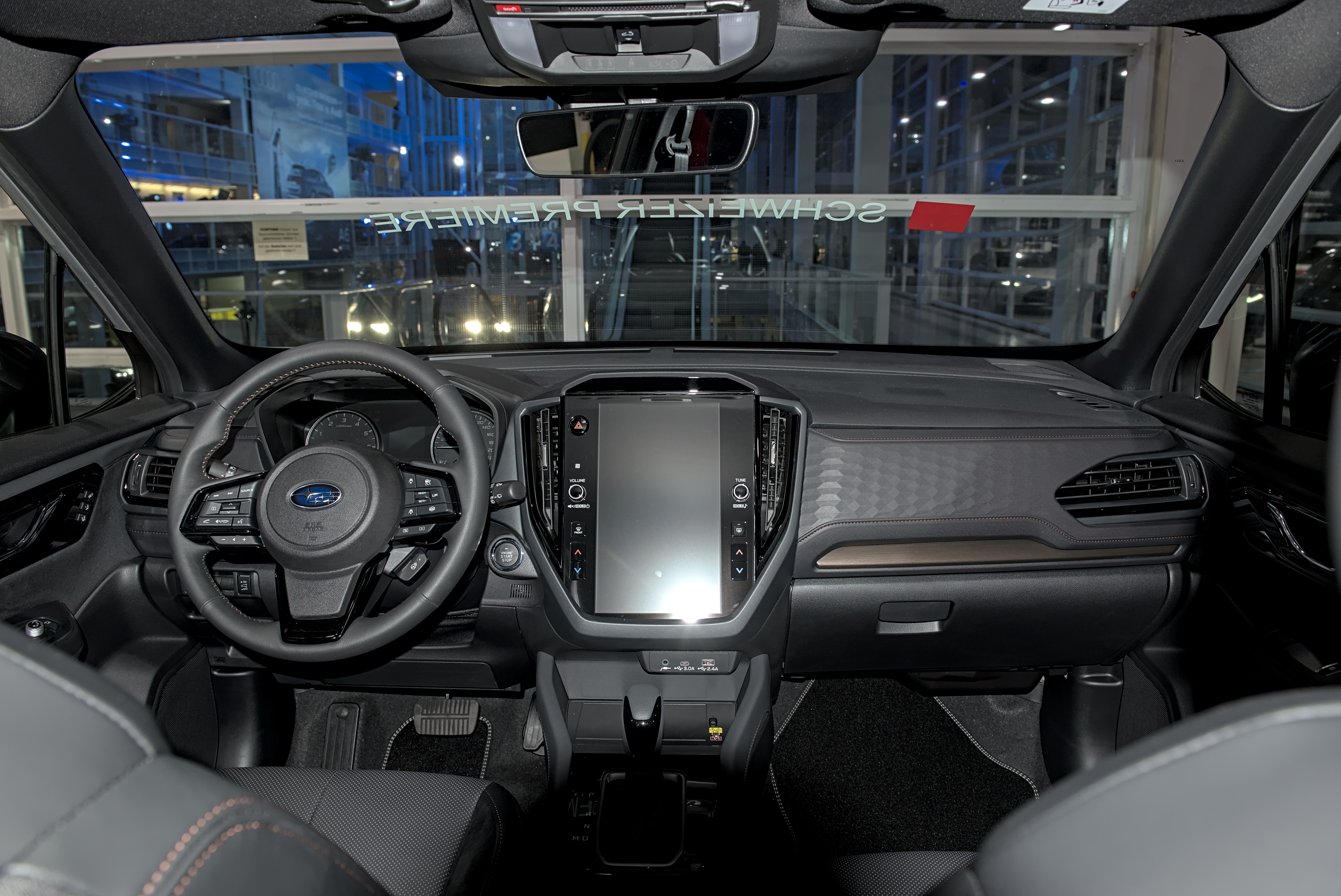

Forester 6-го покоління було представлено на автосалоні в Лос-Анджелесі 16 листопада 2023 року. Як і попереднє покоління, він побудований на платформі Subaru Global Platform. 2,5-літровий FB25 був перенесений з попереднього покоління, але потужність зменшена до 180 к. с. (130 кВт), що на 2 к. с. (1,5 кВт) менше, ніж у попереднього покоління. Крутний момент було збільшено з 239 Н⋅м до 241 Н⋅м, при цьому максимальний крутний момент припадає на нижчі оберти.

### Forester Hybrid
Генеральний директор Subaru Ацуші Осакі підтвердив, що Forester Hybrid надійде у виробництво у 2026 році.

### Двигуни
- 1.8 L CB18 H4 turbo
- 2.0 L FB20D e-Boxer H4 136 + 16,7 к.с., 182 + 66 Н·м (Європа)
- 2.5 L FB25 DI H4, 184 к. с., 241 Н·м (Пн. Америка)

## Продаж
| Рік  | США     | Канада | Японія | Австралія | Таїланд |
| ---- | ------- | ------ | ------ | --------- | ------- |
| 1997 |         |        |        | 2 139     |         |
| 1998 |         |        |        | 6 515     |         |
| 1999 |         |        |        | 7 390     |         |
| 2000 |         |        |        | 8 049     |         |
| 2001 |         |        | 22 308 | 8 416     |         |
| 2002 |         |        | 27 004 | 9 863     |         |
| 2003 |         |        | 21 599 | 11 780    |         |
| 2004 | 6 568   | 4 204  | 19 466 | 11 852    |         |
| 2005 | 53 541  | 3 614  | 20 099 | 12 320    |         |
| 2006 | 51 258  | 3 737  | 14 895 | 13 010    |         |
| 2007 | 44 530  | 3 303  | 12 550 | 12 554    |         |
| 2008 | 60 748  | 6 322  | 23 143 | 14 423    |         |
| 2009 | 77 781  | 8 638  | 12 939 | 13 753    |         |
| 2010 | 85 080  | 8 941  | 14 098 | 14 644    |         |
| 2011 | 76 196  | 8 673  | 14 515 | 13 142    |         |
| 2012 | 80 356  | 7 156  | 12 472 | 11 533    |         |
| 2013 | 123 592 | 11 239 | 35 166 | 13 649    |         |
| 2014 | 159 953 | 12 302 | 25 921 | 13 670    | 105     |
| 2015 | 175 192 | 12 706 | 20 520 |           | 129     |
| 2016 | 178 593 | 13 798 | 28 544 |           | 1 468   |
| 2017 | 177 563 | 13 441 | 19 937 | 12 474    | 939     |
| 2018 | 171 613 | 14 248 | 28 751 | 12 432    | 749     |
| 2019 | 180 179 | 13 059 | 32 384 | 15 096    | 2 366   |
| 2020 | 176 996 | 13 134 | 24 056 |           | 1 192   |
| 2021 | 154 723 | 9 823  | 22 903 | 11 810    | 1 507   |
| 2022 | 114 096 | 4 067  | 25 096 |           | 1 870   |
| 2023 | 152 566 |        | 22 141 | 16 381    | 1 317   |